# Meu Sexo Real
Meu Sexo Real — a origem somática, neurobiológica e inata da transexualidade é um livro da sexóloga brasileira Wal Torres publicado pela Editora Vozes em 1998.
O livro tem como principal argumento a comprovação da origem somática e inata da transgeneridade (origem embrionária) e demonstra, mediante bases científicas, que cada pessoa tem identidade de género (chamada no próprio de “sexo cerebral”) definida desde antes do nascimento.
Em um dos trechos do livro, a terapeuta afirma:
A pessoa é autônoma na definição de sua identidade (...) O transexualismo é uma disforia de gênero, um problema biológico e congênito, uma discordância entre dois sistemas: o neural e o genital. Mas o neural prevalece, porque determina o si mesmo neuropsíquico da pessoa. Então, se existe uma desordem ela é genital, e precisa ser corrigida, porque a pessoa como si mesma, acima de tudo, precisa ser respeitada.
Meu Sexo Real defende também a tese de que a transgeneridade é consequência da desarmonia intrauterina da estruturação neural do feto com sua formação física.